# Lliga de Campions de la LEN femenina
|  | Aquest article tracta sobre la competició femenina de waterpolo. Si cerqueu la competició masculina de waterpolo, vegeu «Lliga de Campions de la LEN masculina». |

La Lliga de Campions de la LEN femenina (en anglès: LEN Champions League Women), anomenada anteriorment Copa d'Europa de waterpolo femenina entre 1987 i 1999, Copa de Campions de la LEN entre 2000 i 2013 i Eurolliga femenina de waterpolo entre 2014 i 2021, és una competició europea de clubs femenins de waterpolo, creada l'any 1987. De caràcter anual, és organitzada per la Lliga Europea de Natació. Hi participen els equips campions i subcampions de cada lliga europea. Disputen una primera fase en format de lligueta on és classifiquen els vuits millors equips que participen a la segona fase de la competició. S'hi celebren els quarts de final a doble partit, classificant-se quatre semifinalistes. Els quatre equips disputen una fase final en una seu neutral i en format de final a quatre, que determina el campió de l'Eurolliga.
Històricament, les primeres edicions foren dominades pels clubs neerlandesos aconseguint vuit títols en nou anys, destacant el Donk Gouda (1988, 1989, 1991) i el Nereus Zaandam (1990, 1994, 1995) amb tres títols respectivament. Des del 1998 i durant la dècada del 2000 es consolidà l'Orizzonte Catania com a dominador absolut guanyant vuit campionats, rècord absolut del torneig. Posteriorment, des de la dècada del 2010, els clubs grecs, com l'Olympiakos SFP i el NO Vouliagmeni, i els catalans han guanyat l'Eurolliga en diverses ocasions. L'equip català més llorejat és el Club Natació Sabadell amb set títols (2011, 2013, 2014, 2016, 2019, 2023, 2024), mentre el Club Natació Sant Andreu guanyà el seu primer títol el 2025. Per la seva banda, el Centre Natació Mataró aconseguí el subcampionat el 2023.

## Clubs participants
La fase final de la 37a edició de la Lliga de Campions de la LEN es disputa al Piscina Nova Escullera de Barcelona, del 20 al 21 d'abril de 2024. Hi participen quatre equips, tres d'ells catalans:
- Astralpool CN Sabadell
- Assolim CN Mataró
- CN Sant Andreu
- Olympiakos SFP

## Historial
| En negreta = Equip guanyador (1) = Nombre de títols 1-1 = Marcador campió-subcampió (prò.) = Pròrroga (p.) = Penals Nota: Noms dels equips segons l'època |

| Edició                      | Temp.         | Data                                                       | Guanyador                                                  | Resultat                                                   | Finalista                                                  | Seu                                                        | refs.         |
| Copa d'Europa               | Copa d'Europa | Copa d'Europa                                              | Copa d'Europa                                              | Copa d'Europa                                              | Copa d'Europa                                              | Copa d'Europa                                              | Copa d'Europa |
| --------------------------- | ------------- | ---------------------------------------------------------- | ---------------------------------------------------------- | ---------------------------------------------------------- | ---------------------------------------------------------- | ---------------------------------------------------------- | ------------- |
| I                           | 1987-88       | 06-12-1987                                                 | Donk Gouda (1)                                             | 15-10                                                      | Dauphins Créteil                                           | Créteil                                                    | [ 3 ]         |
| II                          | 1988-89       | N/D                                                        | Donk Gouda (2)                                             | lligueta (14-12)                                           | Budapest VSC                                               | Santa Maria Capua Vetere                                   | [ 4 ]         |
| III                         | 1989-90       | N/D                                                        | Nereus Zaandam (1)                                         | 21-6 / 6-11                                                | Budapest VSC                                               | Final a doble partit                                       | [ 5 ]         |
| IV                          | 1990-91       | 11-11-1990                                                 | Donk Gouda (3)                                             | 8-6                                                        | Volturno SC                                                | Créteil                                                    | [ 6 ]         |
| V                           | 1991-92       | 23-02-1992                                                 | Brandenburg (1)                                            | 12-8                                                       | Uralochka Zlatoust                                         | Spartacus Stadium, Budapest                                | [ 7 ]         |
| VI                          | 1992-93       | 14-02-1993                                                 | Szentes (1)                                                | 6-5                                                        | Orizzonte Catania                                          | Szentes                                                    | [ 8 ]         |
| VII                         | 1993-94       | 20-03-1994                                                 | Orizzonte Catania (1)                                      | 6-3                                                        | Nereus Zaandam                                             | Palerm                                                     | [ 9 ]         |
| VIII                        | 1994-95       | 19-03-1995                                                 | Nereus Zaandam (2)                                         | 7-7 (2-1, prò.)                                            | Orizzonte Catania                                          | Piscina De Slag, Zaandam                                   | [ 10 ]        |
| IX                          | 1995-96       | 17-03-1996                                                 | Nereus Zaandam (3)                                         | 8-7 (prò.)                                                 | SKIF Moscou                                                | Piscina Alfred Nakache, Nancy                              | [ 11 ]        |
| X                           | 1996-97       | 16-03-1997                                                 | SKIF Moscou (1)                                            | 7-6                                                        | Nereus Zaandam                                             | Piscina De Slag, Zaandam                                   | [ 12 ]        |
| XI                          | 1997-98       | 24-05-1998                                                 | Orizzonte Catania (2)                                      | 7-6 (prò.)                                                 | SKIF Moscou                                                | Catania                                                    | [ 13 ]        |
| XII                         | 1998-99       | 09-05-1999                                                 | SKIF Moscou (2)                                            | 8-6                                                        | Donk Gouda                                                 | Moscou                                                     | [ 14 ]        |
| Copa de Campions            |               |                                                            |                                                            |                                                            |                                                            |                                                            |               |
| XIII                        | 1999-00       | 12-03-2000                                                 | ANO Glyfada (1)                                            | 7-5                                                        | SKIF Moscou                                                | Piscina Kolokynthous, Atenes                               | [ 15 ]        |
| XIV                         | 2000-01       | N/D                                                        | Orizzonte Catania (3)                                      | lligueta (12-6)                                            | ANO Glyfada                                                | Catania                                                    | [ 16 ]        |
| XV                          | 2001-02       | N/D                                                        | Orizzonte Catania (4)                                      | lligueta (6-6)                                             | Uralochka Zlatoust                                         | Dunaújváros                                                | [ 17 ]        |
| XVI                         | 2002-03       | N/D                                                        | ANO Glyfada (2)                                            | lligueta (6-4)                                             | Dunaújvarós                                                | Piscina Glyfadas, Atenes                                   | [ 18 ]        |
| XVII                        | 2003-04       | N/D                                                        | Orizzonte Catania (5)                                      | lligueta (6-4)                                             | ANO Glyfada                                                | Piscina Laimou, Vouliagmeni, Atenes                        | [ 19 ]        |
| XVIII                       | 2004-05       | N/D                                                        | Orizzonte Catania (6)                                      | lligueta (6-5)                                             | Kinef Kirixi                                               | Kinef Aquatic Center, Kirixi                               |               |
| XIX                         | 2005-06       | N/D                                                        | Orizzonte Catania (7)                                      | lligueta (14-11)                                           | Kinef Kirixi                                               | Catània                                                    |               |
| XX                          | 2006-07       | N/D                                                        | Fiorentina (1)                                             | lligueta (12-10)                                           | Kinef Kirixi                                               | Florència                                                  |               |
| XXI                         | 2007-08       | 23-04-2008                                                 | Orizzonte Catania (8)                                      | 11-11 (3-2, prò.)                                          | NO Vouliagmeni                                             | Catània                                                    | [ 20 ]        |
| XXII                        | 2008-09       | 05-04-2009                                                 | NO Vouliagmeni (1)                                         | 12-9                                                       | Orizzonte Catania                                          | Kinef Aquatic Center, Kirixi                               | [ 21 ]        |
| XXIII                       | 2009-10       | 10-04-2010                                                 | NO Vouliagmeni (2)                                         | 10-7                                                       | Kinef Kirixi                                               | EAK Kerkiras, Corfú                                        | [ 22 ]        |
| XXIV                        | 2010-11       | 23-04-2011                                                 | CN Sabadell (1)                                            | 13-8                                                       | Orizzonte Catania                                          | Piscina Can Llong, Sabadell                                | [ 23 ]        |
| XXV                         | 2011-12       | 05-05-2012                                                 | Pro Recco (1)                                              | 8-7                                                        | NO Vouliagmeni                                             | Kinef Aquatic Center, Kirixi                               | [ 24 ]        |
| XXVI                        | 2012-13       | 27-04-2013                                                 | CN Sabadell (2)                                            | 13-11                                                      | Kinef Kirixi                                               | Eger                                                       | [ 25 ]        |
| Eurolliga femenina          |               |                                                            |                                                            |                                                            |                                                            |                                                            |               |
| XXVII                       | 2013-14       | 12-04-2014                                                 | CN Sabadell (3)                                            | 19-10                                                      | NO Vouliagmeni                                             | Piscina Can Llong, Sabadell                                | [ 26 ]        |
| XXVIII                      | 2014-15       | 25-04-2015                                                 | Olympiakos SFP (1)                                         | 10-9                                                       | CN Sabadell                                                | Piscina Petros Kapagerof, El Pireu                         | [ 27 ]        |
| XXIX                        | 2015-16       | 24-04-2016                                                 | CN Sabadell (4)                                            | 11-8                                                       | UVSE Budapest                                              | Piscina Can Llong, Sabadell                                | [ 28 ]        |
| XXX                         | 2016-17       | 29-04-2017                                                 | Kinef Kirixi (1)                                           | 7-6                                                        | Olympiakos SFP                                             | Kinef Aquatic Center, Kirixi                               | [ 29 ]        |
| XXXI                        | 2017-18       | 21-04-2018                                                 | Kinef Kirixi (2)                                           | 8-8 (5-4, p.)                                              | CN Sabadell                                                | Kinef Aquatic Center, Kirixi                               | [ 30 ]        |
| XXXII                       | 2018-19       | 20-04-2019                                                 | Astralpool Sabadell (5)                                    | 13-11                                                      | Olympiakos SFP                                             | Piscina Can Llong, Sabadell                                | [ 31 ]        |
| XXXIII                      | 2019-20       | Edició cancel·lada pel risc públic de contagi del COVID-19 | Edició cancel·lada pel risc públic de contagi del COVID-19 | Edició cancel·lada pel risc públic de contagi del COVID-19 | Edició cancel·lada pel risc públic de contagi del COVID-19 | Edició cancel·lada pel risc públic de contagi del COVID-19 |               |
| XXXIV                       | 2020-21       | 01-05-2021                                                 | Olympiakos SFP (2)                                         | 7-6                                                        | DFVE Dunaújvarós                                           | Piscina Tüske, Budapest                                    | [ 32 ]        |
| XXXV                        | 2021-22       | 03-04-2022                                                 | Olympiakos SFP (3)                                         | 11-7                                                       | Astralpool Sabadell                                        | Piscina Petros Kapagerof, El Pireu                         | [ 33 ]        |
| Lliga de Campions de la LEN |               |                                                            |                                                            |                                                            |                                                            |                                                            |               |
| XXXVI                       | 2022-23       | 01-04-2023                                                 | Astralpool Sabadell (6)                                    | 9-8                                                        | Assolim Mataró                                             | Piscina Can Llong, Sabadell                                | [ 34 ]        |
| XXXVII                      | 2023-24       | 21-04-2024                                                 | Astralpool Sabadell (7)                                    | 16-10                                                      | Olympiakos SFP                                             | Piscina Nova Escullera, Barcelona                          |               |
| XXXVIII                     | 2024-25       | 03-05-2025                                                 | CN Sant Andreu (1)                                         | 9-8                                                        | Astralpool Sabadell                                        | Piscina Petros Kapagerof, El Pireu                         | [ 35 ]        |

## Palmarès

### Per club
| Equip                       | Campió | Subcampió | Finals | Anys campió                                    | Anys subcampió               |
| --------------------------- | ------ | --------- | ------ | ---------------------------------------------- | ---------------------------- |
| AS Orizzonte Catania        | 8      | 4         | 12     | 1994, 1998, 2001, 2002, 2004, 2005, 2006, 2008 | 1993, 1995, 2009, 2011       |
| Club Natació Sabadell       | 7      | 4         | 11     | 2011, 2013, 2014, 2016, 2019, 2023, 2024       | 2015, 2018, 2022, 2025       |
| Olympiakos SFP              | 3      | 3         | 6      | 2015, 2021, 2022                               | 2017, 2019, 2024             |
| ZWV Nereus                  | 3      | 2         | 5      | 1990, 1995, 1996                               | 1994, 1997                   |
| Donk Gouda                  | 3      | 1         | 4      | 1988, 1989, 1991                               | 1999                         |
| Kinef Kirixi                | 2      | 5         | 7      | 2017, 2018                                     | 2005, 2006, 2007, 2010, 2013 |
| SKIF Moscou                 | 2      | 3         | 5      | 1997, 1999                                     | 1996, 1998, 2000             |
| Nautikos Omilos Vouliagmeni | 2      | 3         | 5      | 2009, 2010                                     | 2008, 2012, 2014             |
| ANO Glyfada                 | 2      | 2         | 4      | 2000, 2003                                     | 2001, 2004                   |
| BZC Brandenburg             | 1      | 0         | 1      | 1992                                           | —                            |
| Szentesi VK                 | 1      | 0         | 1      | 1993                                           | —                            |
| Fiorentina Waterpolo        | 1      | 0         | 1      | 2007                                           | —                            |
| AS Pro Recco                | 1      | 0         | 1      | 2012                                           | —                            |
| Club Natació Sant Andreu    | 1      | 0         | 1      | 2025                                           | —                            |
| Uralochka Zlatoust          | 0      | 2         | 2      | —                                              | 1992, 2002                   |
| Dauphins Créteil            | 0      | 1         | 1      | —                                              | 1988                         |
| Dunaújvarós                 | 0      | 1         | 1      | —                                              | 2003                         |
| UVSE Budapest               | 0      | 1         | 1      | —                                              | 2016                         |
| Centre Natació Mataró       | 0      | 1         | 1      | —                                              | 2023                         |

### Per jugadora
| Nota: S'inclouen les jugadores amb cinc o més títols |

| #  | Jugadora            | Títols                                   | Total | refs. |
| -- | ------------------- | ---------------------------------------- | ----- | ----- |
| 1  | Tania Di Mario      | 1998, 2001, 2002, 2004, 2005, 2006, 2008 | 7     |       |
| 1  | Silvia Bosurgi      | 1998, 2001, 2002, 2004, 2005, 2006, 2008 | 7     |       |
| 1  | Maica García        | 2011, 2013, 2014, 2016, 2019, 2023, 2024 | 7     |       |
| 1  | Laura Ester         | 2011, 2013, 2014, 2016, 2019, 2023, 2024 | 7     |       |
| 1  | Mati Ortiz          | 2011, 2013, 2014, 2016, 2019, 2023, 2024 | 7     |       |
| 1  | Judith Forca        | 2011, 2013, 2014, 2016, 2019, 2023, 2024 | 7     |       |
| 7  | Giusi Malato        | 1994; 1998; 2001; 2002; 2004; 2005       | 6     |       |
| 7  | Chiara Brancati     | 2001, 2002, 2004, 2005, 2006, 2008       | 6     |       |
| 7  | Maddalena Musumeci  | 1998, 2001, 2002, 2004, 2006, 2008       | 6     |       |
| 10 | Francesca Cristiana | 1994; 1998; 2001; 2002; 2004             | 5     |       |
| 10 | Cinzia Ragusa       | 1998, 2001, 2002, 2004, 2008             | 5     |       |